# Thiscia melichari
Thiscia melichari är en insektsart som beskrevs av Schmidt 1932. Thiscia melichari ingår i släktet Thiscia och familjen Acanaloniidae. Inga underarter finns listade i Catalogue of Life.